# Zodarion martynovae
Zodarion martynovae là một loài nhện trong họ Zodariidae.
Loài này thuộc chi Zodarion. Zodarion martynovae được Andreeva & Tyschchenko miêu tả năm 1968.